# ベアトリチェ・シフィドニツカ
ベアトリチェ・シフィドニツカ（ポーランド語：Beatrycze Świdnicka、1290年 - 1322年8月25日）は、神聖ローマ皇帝ルートヴィヒ4世の最初の妃。ドイツ王妃及びバイエルン公妃の称号を有した。ヤヴォル＝シフィドニツァ公ボルコ1世の次女、母はブランデンブルク＝ザルツヴェデル辺境伯オットー5世の娘ベアトリクス。ドイツではベアトリクス・フォン・シュヴァイトニツ（ドイツ語：Beatrix von Schweidnitz）と呼ばれた。

## 生涯
ベアトリチェはヤヴォル公爵夫妻の10人いる子供達のうちの第3子だった。シフィドニツァ公ベルナルト、ヤヴォル公ヘンリク1世、ジェンビツェ公ボルコ2世は弟、下バイエルン公シュテファン1世（ルートヴィヒ4世の従兄）の妻ユディタは姉である。また、母ベアトリクスは父ボルコ1世の死後にビトム公ヴワディスワフと再婚したため、母とビトム公爵との間に生まれたコジュレ公カジミェシュとエウフェミア（オレシニツァ公コンラト1世の妻）の2人は異父弟妹である。
1301年に父が若くして亡くなると、ベアトリチェとその兄弟姉妹は母方の叔父であるブランデンブルク＝ザルツヴェデル辺境伯ヘルマンの後見下で養育された。1305年、弟のベルナルトが成人して領国を統治し始めるに伴い、ベアトリチェと他の兄弟の後見人の地位はベルナルトに移った。ベルナルトはバイエルンと同盟を結ぶことを望み、姉のベアトリチェに上バイエルン公ルートヴィヒ4世との縁談を持ち込んだ。ベアトリチェとルートヴィヒ4世との結婚式は1308年10月4日に執り行われた。ベアトリチェは夫との14年間の結婚生活のうちに6人の子供を産んだが、うち成人したのは3人だけだった。
夫のルートヴィヒ4世は1314年10月20日にドイツ王に選出されたが、ルートヴィヒ4世に反対する陣営はオーストリア公フリードリヒ（美王）を10月19日にドイツ王と宣言していた。2人のドイツ王位をめぐる争いは、ベアトリチェの存命中に解決に向かうことはなかった。このため、ベアトリチェのドイツ王妃の称号は、フリードリヒの妻イサベル・デ・アラゴンのそれと並立する状態にあった。ベアトリチェは夫が神聖ローマ皇帝として正式に戴冠する6年前に亡くなった。ベアトリチェの死の2年後、ルートヴィヒ4世はエノー女伯マルガレーテと再婚した。

## 子女
ベアトリチェは夫の間に6人の子供をもうけ、うち3人が成人した。
1. マティルデ（1313年 - 1346年） - マイセン辺境伯フリードリヒ2世と結婚
2. 死産（1314年）
3. ルートヴィヒ5世（1315年 - 1361年） - 上バイエルン公、ブランデンブルク辺境伯、チロル伯
4. アンナ（1316年 - 1319年）
5. アグネス（1318年 - ?）
6. シュテファン2世（1319年 - 1375年） - 下バイエルン公、上バイエルン公